# Eugongylus mentovarius
Eugongylus mentovarius es una especie de escincomorfos de la familia Scincidae.

## Distribución geográfica
Es endémica de Halmahera (Indonesia).